# Altstadtrundgang (Bremerhaven)
Der Altstadtrundgang ist ein Rundweg, der durch das Gründerzeitviertel des Bremerhavener Stadtteils Lehe verläuft.

## Geschichte
Leher Haus- und Wohnungseigentümer haben sich 2009 zur Eigentümerstandortgemeinschaft Lehe (ESG Lehe) zusammengeschlossen. Ein Jahr später kam die Idee auf, Lehe und insbesondere das Stadtviertel rund um die Goethestraße aufzuwerten. So entstand der Altstadtrundgang („GEHschichten“) in Zusammenarbeit mit dem Stadtplanungsamt Bremerhaven und Förderung aus verschiedenen Geldquellen.

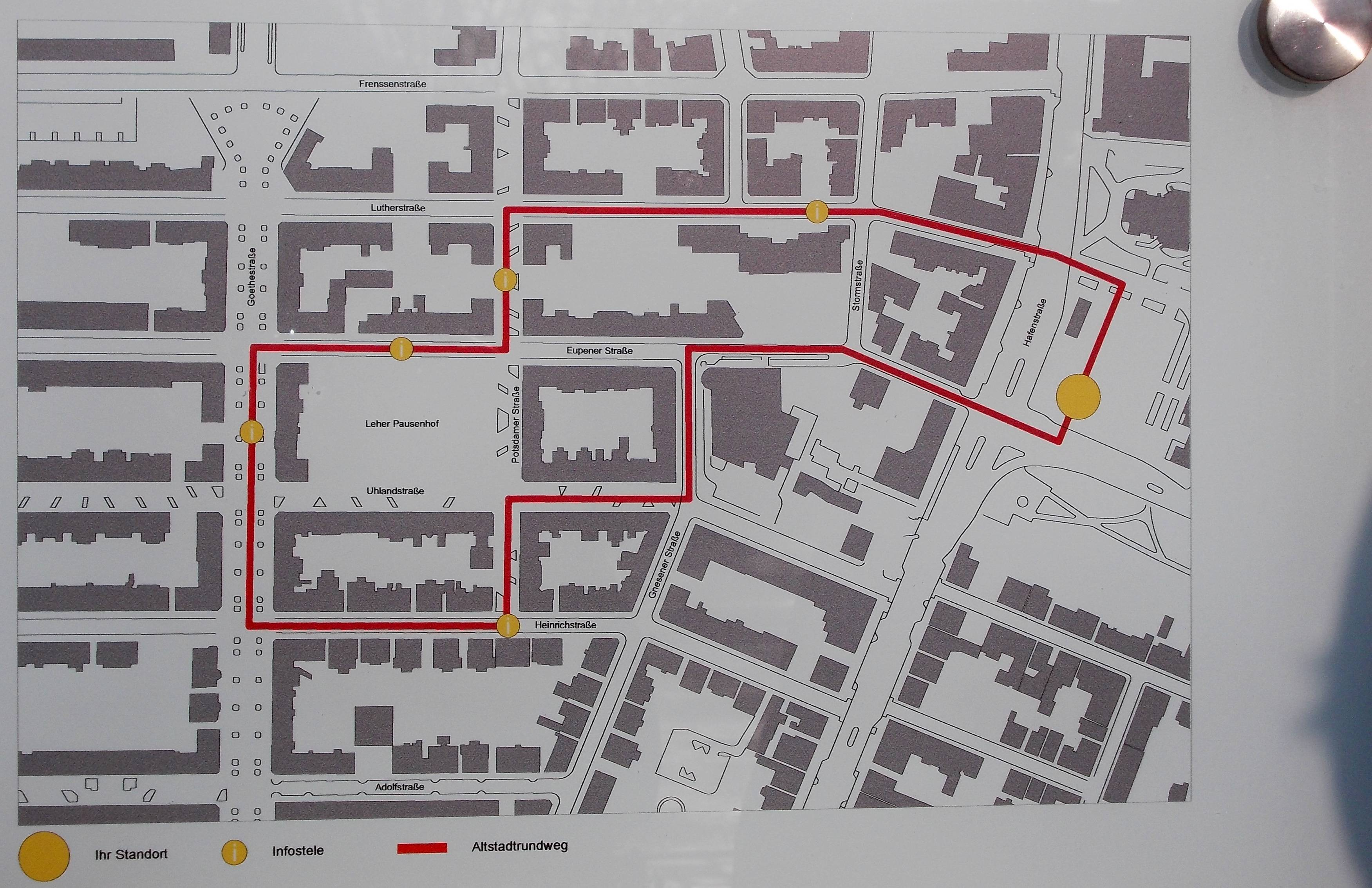
Start des Rundgangs auf dem Ernst-Reuter-Platz neben der Bushaltestelle

## „GEHschichte“ eines Stadtviertels
Ein Spaziergang durch die Altstadt – deshalb „GEHschichte“ – wurde mit Tafeln bestückt, die Erläuterungen und Hintergrundinformationen bieten. Die aufgestellten Informationstafeln sollen ergänzt und die Beleuchtung verbessert werden.

## Informationstafeln

### Start
Auf dem Ernst-Reuter-Platz steht neben der Bushaltestelle die erste Tafel und begrüßt die Besucher, die sich auf den Weg machen.

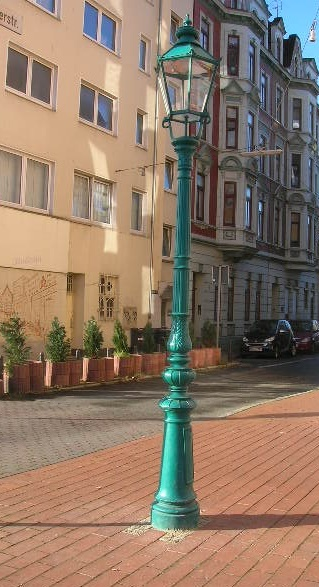
Lale-Laterne vor dem Geburtshaus von Lale Andersen

### Geburtshaus von Lale Andersen
Vor dem Haus „Lutherstr. 5“ erinnert eine Tafel an die bekannte in Bremerhaven geborene Sängerin und Schauspielerin Lale Andersen.

### „Theo“
Vor der ehemaligen Theodor-Storm-Schule steht eine Informationstafel, die auf die veränderte Schullandschaft hinweist. Als Schule wird sie jetzt nicht mehr gebraucht, die Kinder gehen seit 2005 zur Astrid-Lindgren-Schule am anderen Ende der Straße. Das schöne und denkmalwürdige Gebäude sollte aber der Öffentlichkeit erhalten bleiben. Deshalb wurde es als Zentrum für das Goethe-Quartier ausgebaut mit Angeboten von Kinderkrippe, Beratung von Existenzgründern, Schuldnern und mit Räumen für Gastronomie und Veranstaltungen. Beim Umbau wurden alte Elemente erhalten, z. B. verzierte Treppengeländer und Fensterornamente. Der ehemalige Aula-Leuchter erstrahlt wieder. In der früheren Turnhalle können Gesellschaften tafeln. Und im ehemaligen Musiksaal können verschiedene Veranstaltungen – auch Konzerte – und Konferenzen stattfinden. Finanziert wurde das sozio-kulturelle Zentrum aus Mitteln des Stadtumbaus und mit Zuschüssen der EU.

### Aue

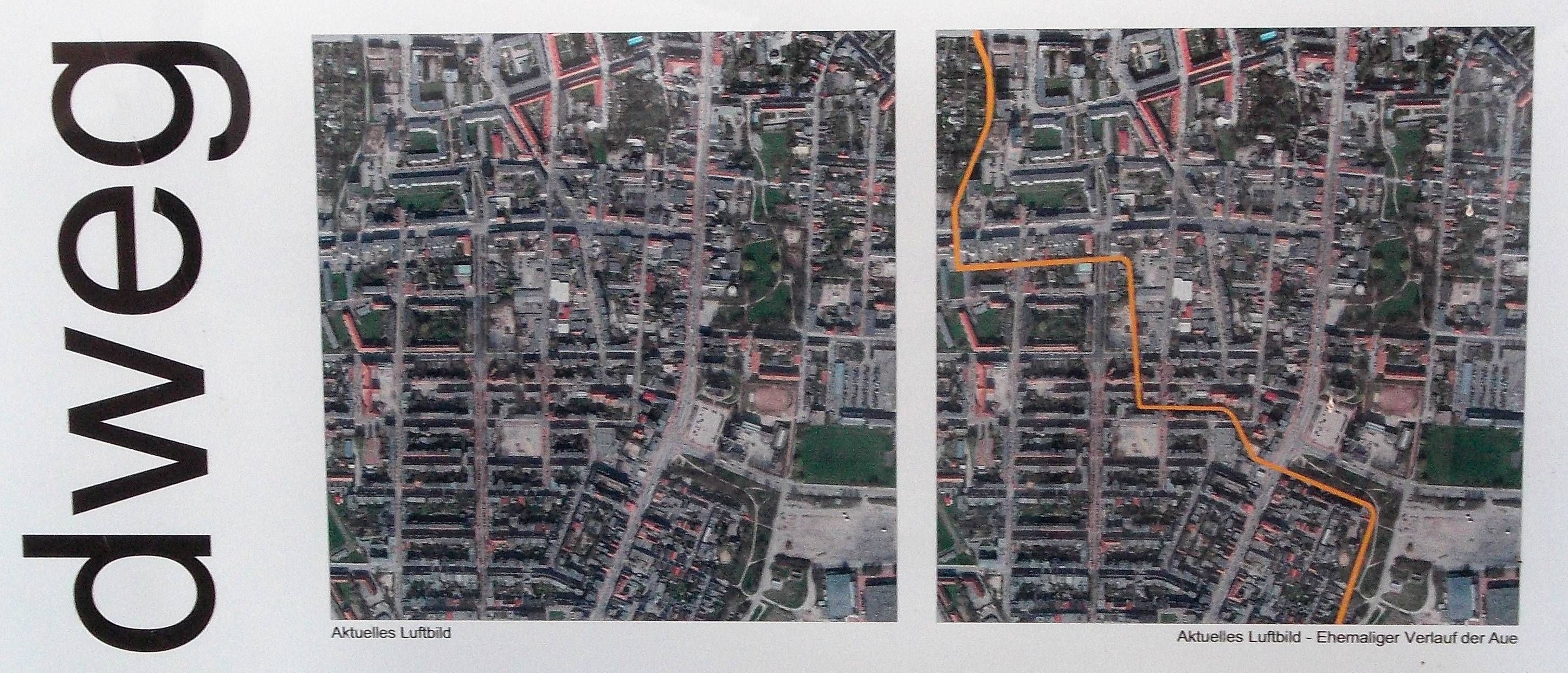
Ehemaliger Verlauf der Aue durch das Goethe-Quartier

Bis 1971 kam Wasser vom Norden her und floss durch das Viertel. Die Aue unterquerte die Potsdamer Straße an der Stelle, wo jetzt die Tafel aufgestellt ist. Bei Ebbe floss die Aue in die Geeste – wenige hundert Meter weiter. Bei Flut verschlossen Sieltore die Mündung der Aue. Mit dem Ausbau der Kanalisation verlor das Flüsschen seine Funktion, und weil nicht mehr so viel Wasser floss, wurde die Aue zugeschüttet.

### Leher Pausenhof
In der Eupener Straße weist eine Informationstafel auf die frühere Nutzung des Platzes hin: Bis 2005 stand auf dem Platz die Deichschule. Die Grundschule wurde wegen drastisch gesunkener Schülerzahlen geschlossen und abgerissen. 2007 wurde der „Leher Pausenhof“ als Spiel- und Freifläche zwischen der engen Bebauung eingerichtet.

### Goethestraße / Geschichte der schiefen Häuser
„In Schieflage geraten“ sind eine Reihe von Häusern im Quartier Goethestraße. Aufgrund kurzer Bauzeiten und unzulänglicher Gründung auf Pfählen haben sich die Häuser geneigt und sind im Untergrund unterschiedlich abgesackt. Fenster, Türen und Inventar wurden der Neigung der Häuser angepasst, damit sie bewohnbar blieben.

### Geschichte der Eckkneipen
An der Ecke Goethe-/Heinrichstraße wird auf die zahlreichen Eckkneipen in dem Stadtteil hingewiesen, in denen früher das Leher Leben pulsierte und von den Bedingungen im Hafen, auf den Werften, in der Seefahrt und in zahlreichen Handwerksbetrieben geredet wurde. Sie waren für viele Menschen wie ein Wohnzimmer, weil große Familien mit vielen Kindern in kleinen Wohnungen zu Hause waren. Die einfachen Leute trafen sich in den „Kneipe“ genannten Schankwirtschaften. Ingenieure, Kapitäne und Beamte waren dagegen in Gaststätten unter sich. In den Eckkneipen waren auch Menschen zu finden, die nur vorübergehend in Lehe waren: Auswanderer, Zeitarbeiter und Arbeitsmigranten. Sie wohnten meist zur Untermiete und flüchteten sich abends auch in die Kneipen. Nach 1945 kamen mit den Amerikanern in Bremerhaven auch Clubs und Bars sowie Musik in die Kneipen. Der Jazzclub Chicos Place war besonders bekannt.

### Denkmalgeschützte Fassaden in der Heinrichstraße
Denkmalgeschützte reich verzierte und detailliert gestaltete Fassaden befinden sich an Gebäuden in der Heinrichstraße, entstanden als Wohnhäuser der Arbeiter im Hafen und der Hafenstraße. Sie befanden sich in der Gründerzeit auf Betriebsgrundstücken von Firmen der Bauwirtschaft, die damit ihr Können unter Beweis stellten. Auch Namen kommen daher – die Kistnerstraße ist nach einem damaligen Kalksandsteinfabrikanten benannt. „Das Wechselspiel der Traufen und Giebel in Kombination mit vielfältigen Details lassen den Betrachter immer neue Entdeckungen machen.“

## Galerie

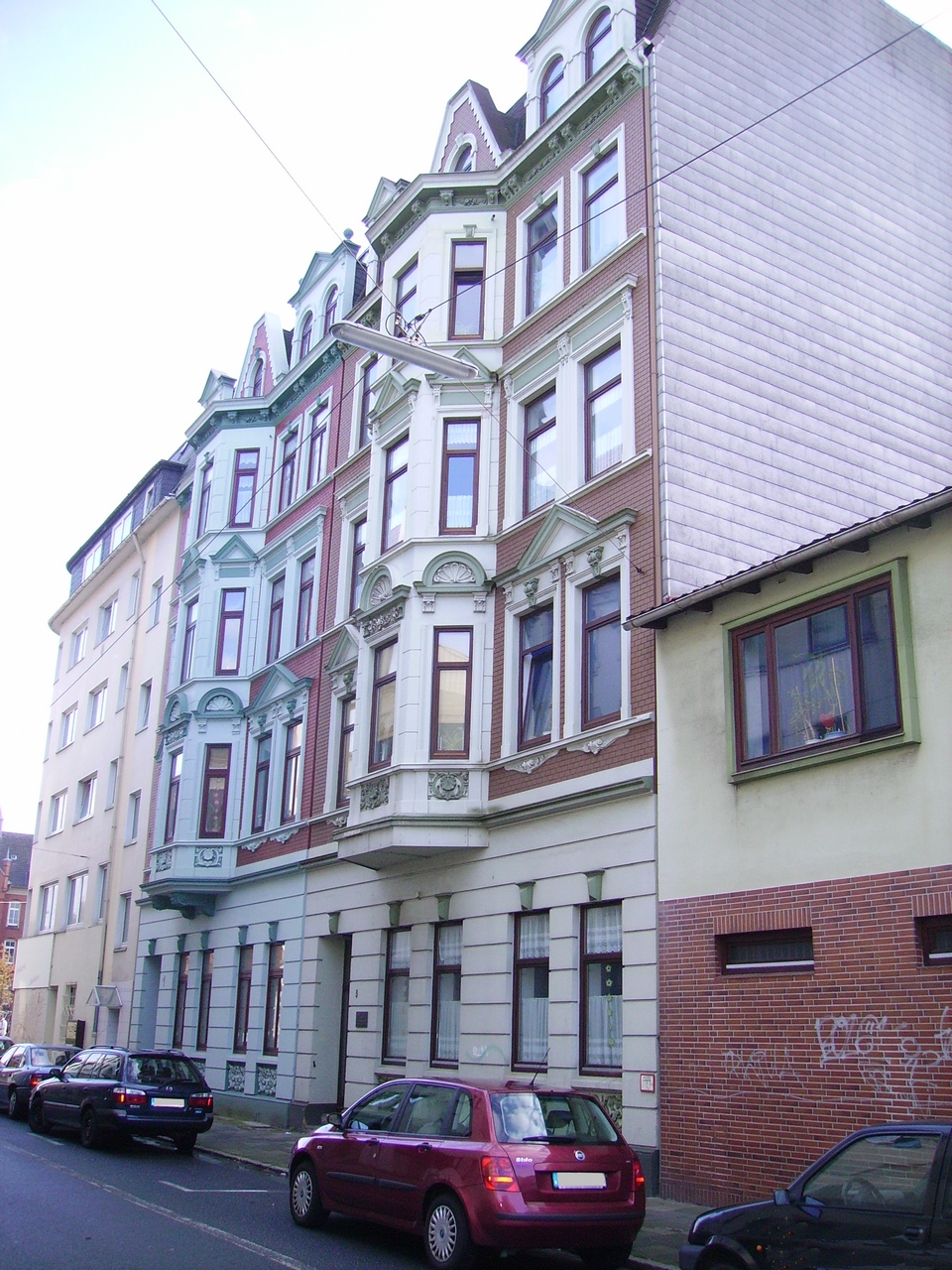
Geburtshaus von Lale Andersen
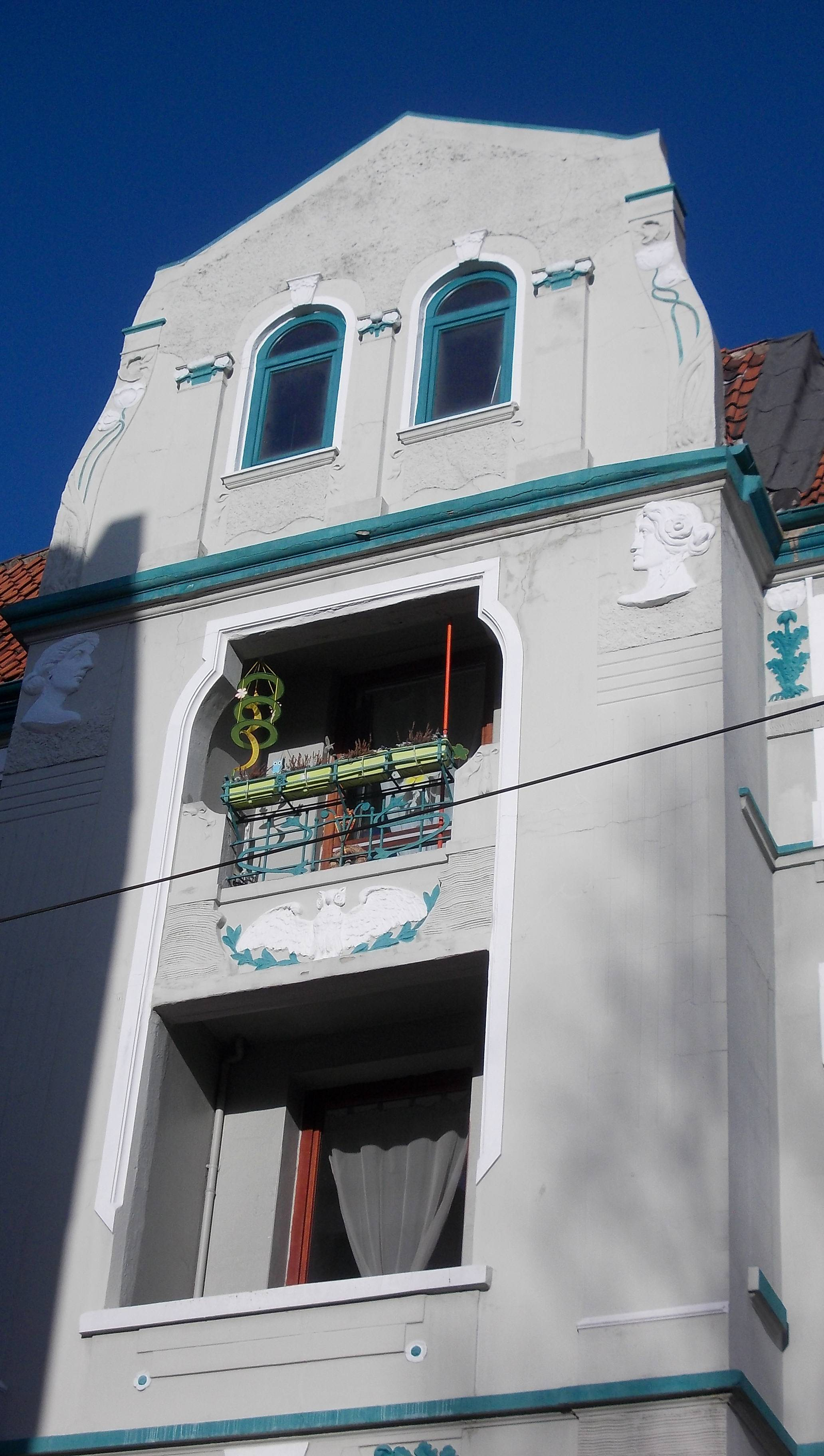
Haus in der Lutherstraße
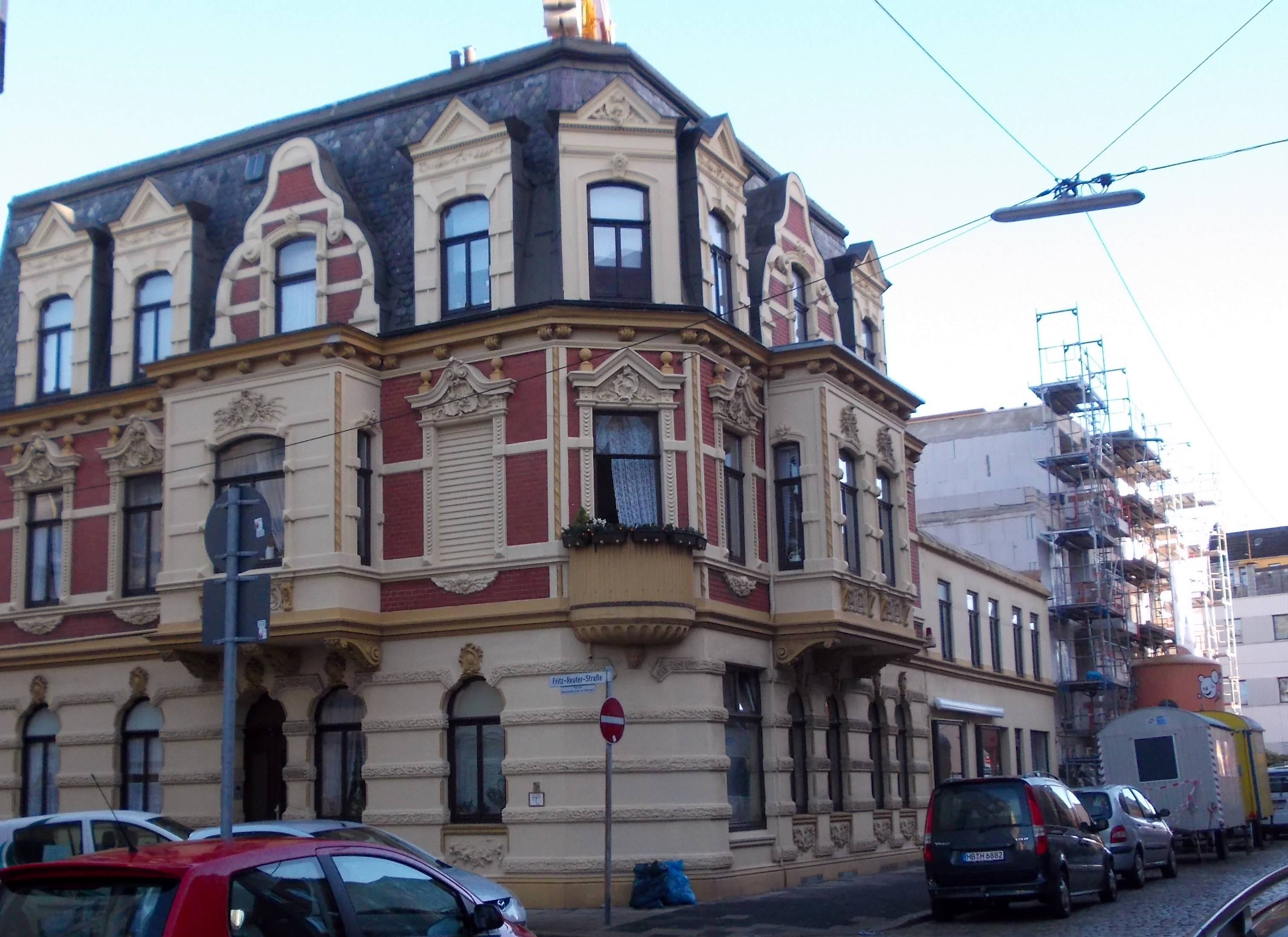
Ecke Fritz Reuter- / Lutherstraße
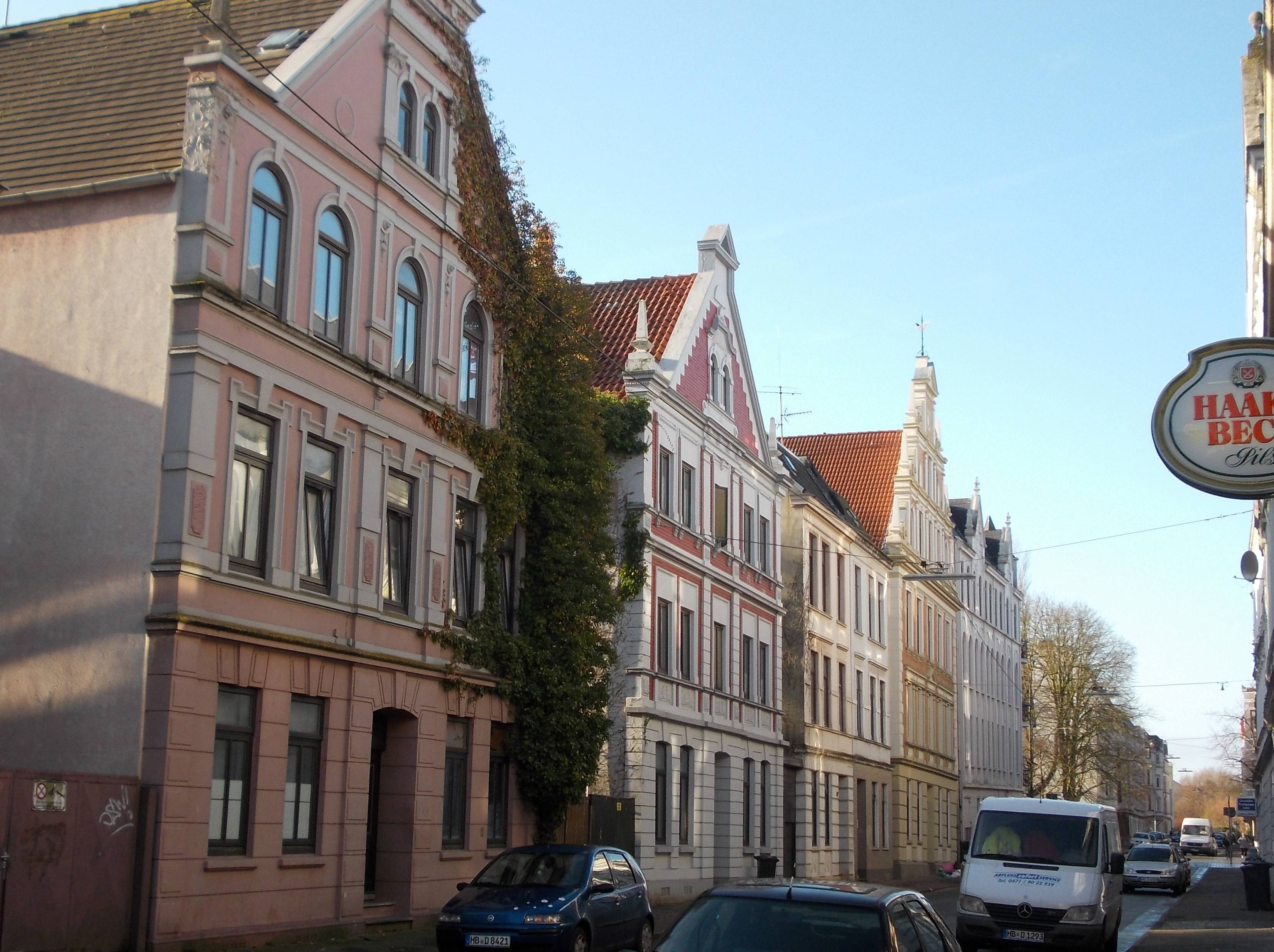
Denkmalgeschützte Fassaden in der Heinrichstraße
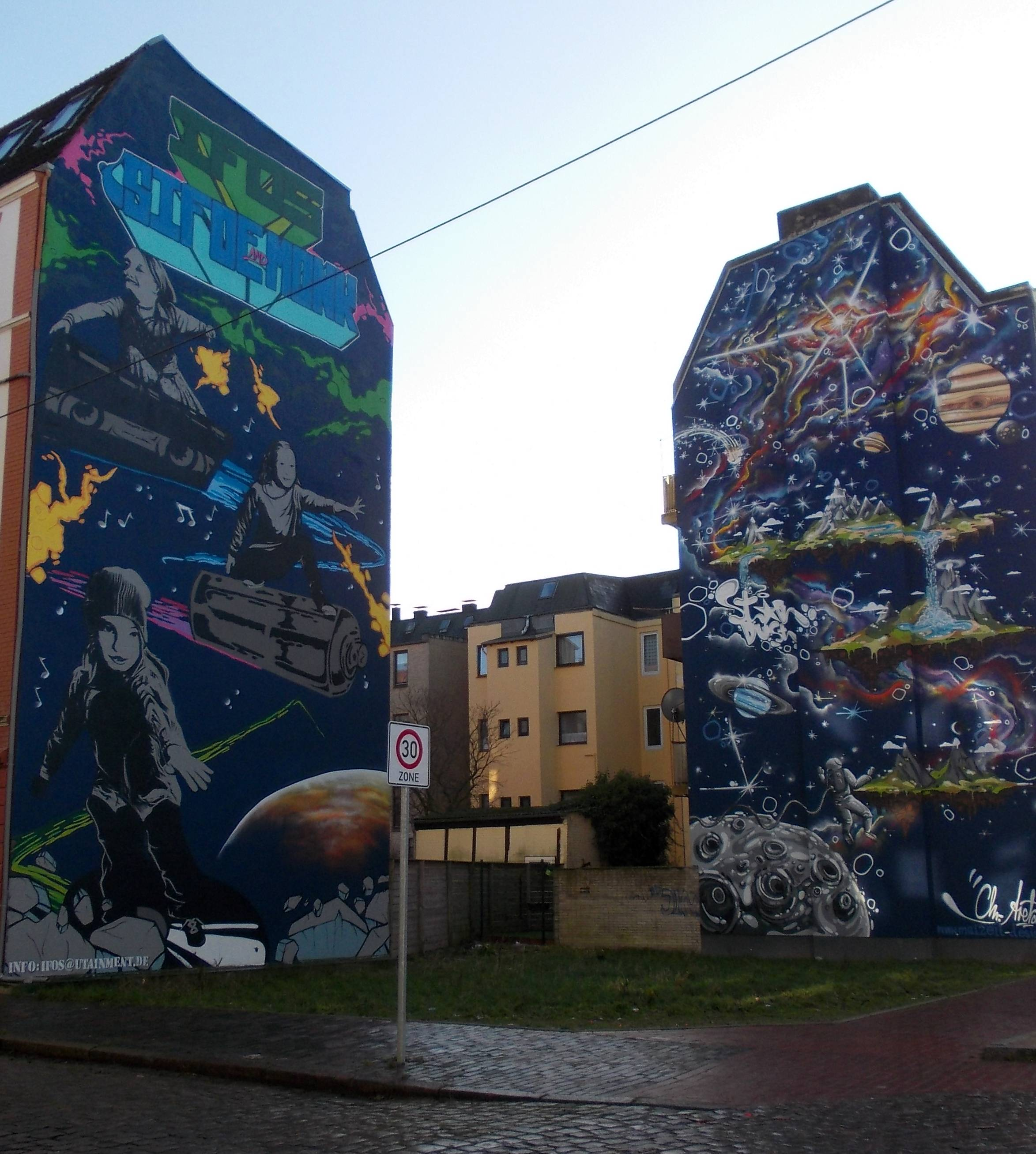
Neu gestaltete Wand an der Ecke Potsdamer- / Eupener Straße
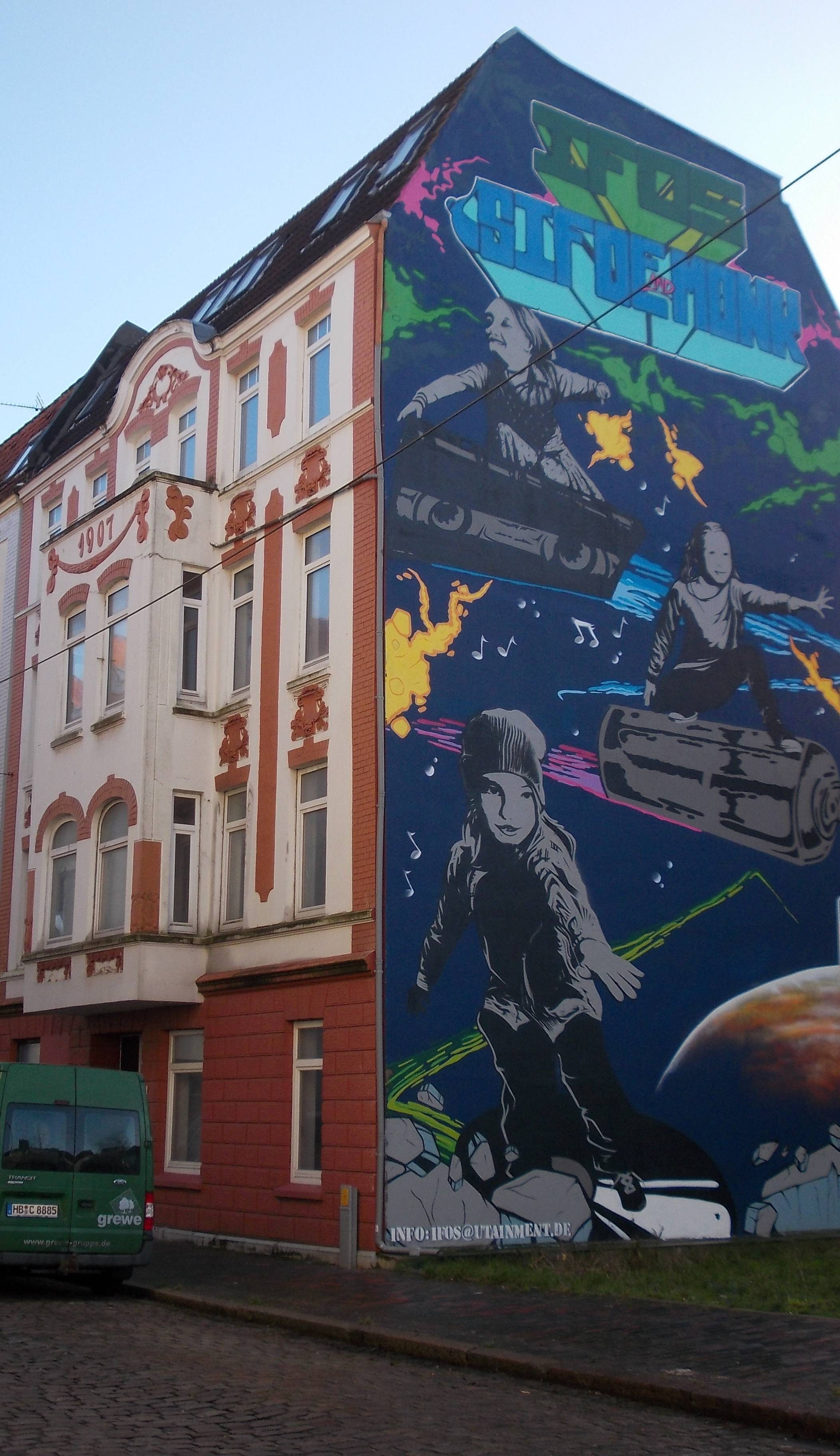
Neu gestaltete Wand an der Ecke Potsdamer- / Eupener Straße
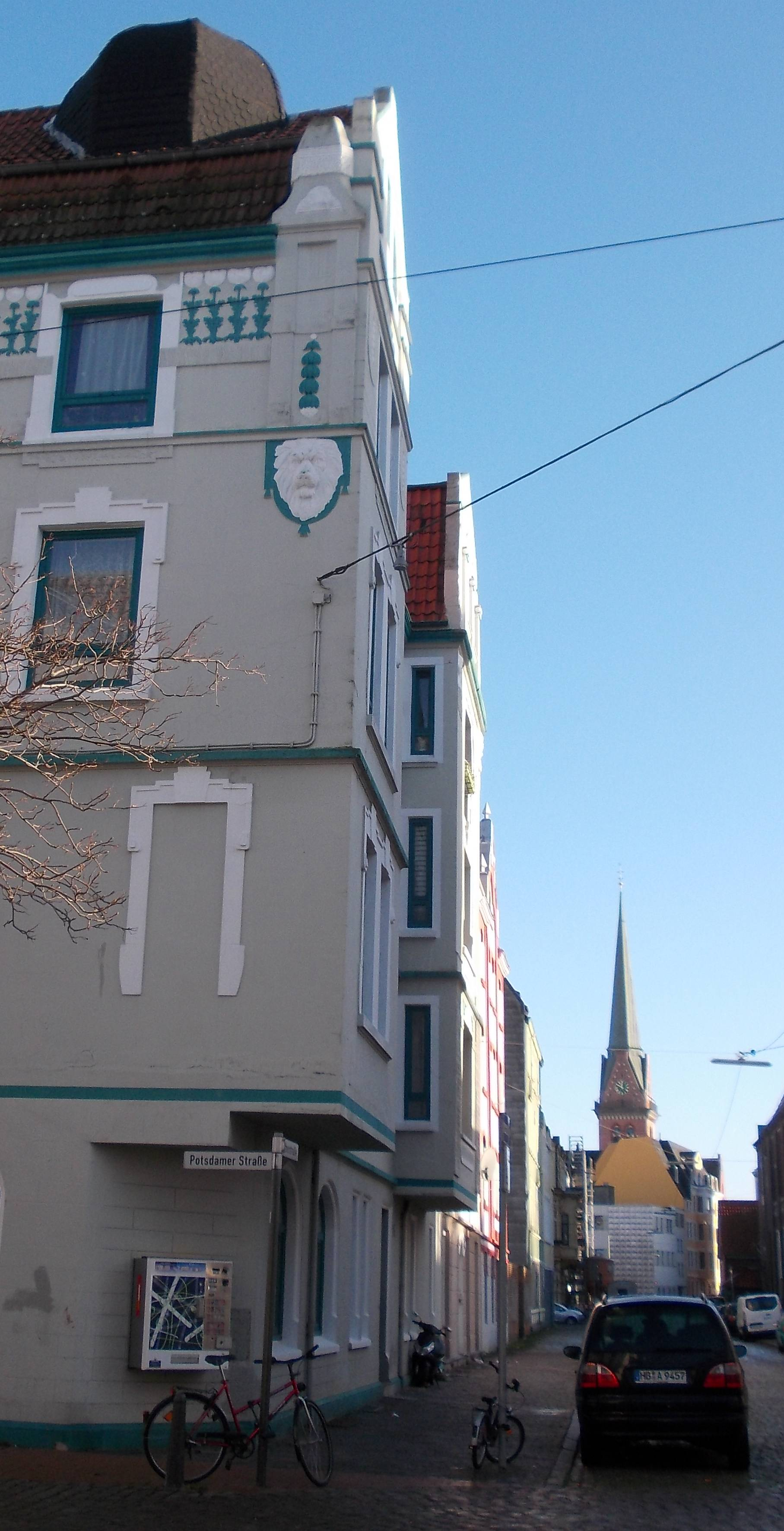
Ecke Potsdamer- / Luther-Straße
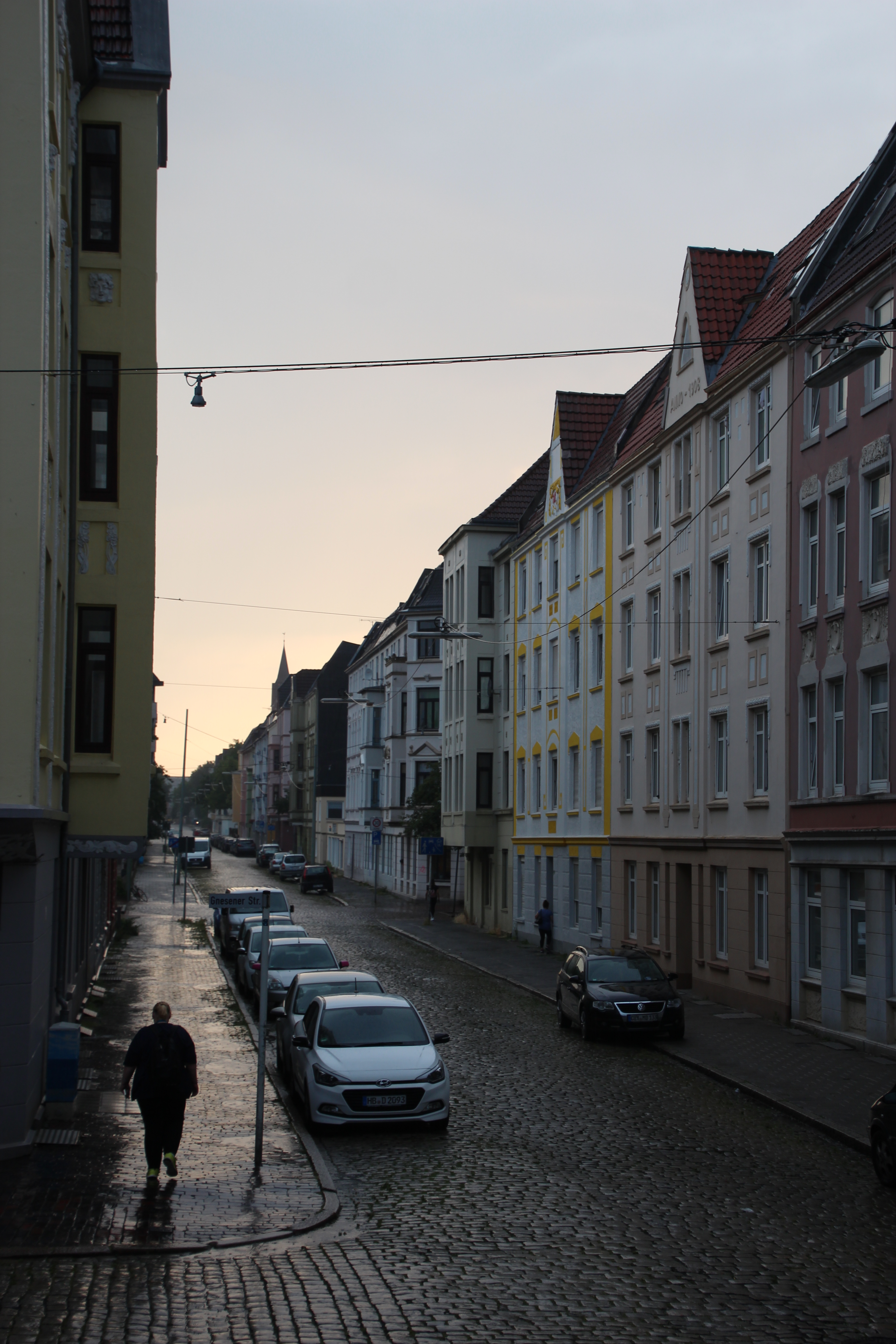
Blick durch die Eupener Straße von der Ecke zur Glesener Straße aus